# José Mateus da Graça Leite Sampaio
José Mateus da Graça Leite Sampaio (Divina Pastora, ? — Divina Pastora, 12 de julho de 1891) foi um político brasileiro.
Foi presidente da junta governativa sergipana de 1822-1824.
Foi cavaleiro da Imperial Ordem da Rosa.